# Camptosorus pinnatifidus
Camptosorus pinnatifidus là một loài dương xỉ trong họ Aspleniaceae. Loài này được Alph. Wood mô tả khoa học đầu tiên năm 1870.
Danh pháp khoa học của loài này chưa được làm sáng tỏ. 